# Fridaskolan
Fridaskolan är namnet på ett antal fristående personalägda svenska grundskolor samt gymnasieskolor. Den första Fridaskolan grundades 1993 i Vänersborg i samband med friskolereformen. Sedermera har Fridaskolor etablerats även i Uddevalla, Trollhättan, Mölnlycke, Göteborg och Helsingborg. Förskolor finns på samtliga orter. Gymnasium finns sedan 2008 i Vänersborg (NA, SA, EK, tidigare även HU) och sedan 2020 i Mölnlycke (NA, SA, EK, TK). 
Frida Förskolor och Fridaskolorna har totalt cirka 4000 elever och antalet anställda uppgår till ungefär 600 (2022). Moderbolaget i koncernen är Frida Utbildning AB. Företaget är personalägt och aktieutdelning har aldrig tillämpats, en princip som finns inskriven i Frida Utbildnings aktieägardirektiv. 
Fridaskolan har ett systerbolag som ägnar sig åt skolutveckling och skolforskning, Didaktikcentrum AB, och från 2011 genomför bolagets första doktorand ett forskningsarbete i samarbete med Göteborgs universitet som ska resultera i en avhandling. En bärande princip för Frida Utbildning är att all verksamhet ska baseras på ”praktisk erfarenhet och aktuell forskning”.
Tidslinje
- 1993   Fridaskolan i Vänersborg F–9
- 1997   Didaktikcentrum AB (numera Frida Professional AB)
- 2001   Fridaskolan i Trollhättan F–9
- 2002   Fridaskolan i Uddevalla F–9
- 2006   Fridagymnasiet och förskola i Vänersborg
- 2007   Förskola i Uddevalla
- 2008   Förskola i Trollhättan
- 2010   Fridaskolan Mölnlycke F–9
- 2014   Fridaskolan Kvillebäcken (göteborg) F–9
- 2020   Fridagymnasiet Mölnlycke
- 2021   Fridaskolan Helsingborg F–9
- 2023   Fridaskolan Kallebäcks Terrasser F–9 och förskola (Göteborg)